# التويرة (الرضمة)

تعديل مصدري - تعديل

التويرة هي إحدى قرى عزلة أزال بمديرية الرضمة التابعة لمحافظة إب، بلغ تعداد سكانها 269 نسمة حسب تعداد اليمن لعام 2004.